# Camera de refugiu
Camera de refugiu (în engleză Panic Room) este un thriller american din 2002, regizat de David Fincher. Filmul îi are în rolurile principale pe Jodie Foster și Kristen Stewart ca mamă și fiică a căror nouă casă este invadată de spărgători, interpretați de Forest Whitaker, Jared Leto și Dwight Yoakam.